# Maghull
Maghull – miasto w Wielkiej Brytanii, w Anglii, w hrabstwie Merseyside. 
W 2001 Maghull liczyło 22 225 mieszkańców.
W tym mieście ma swą siedzibę klub piłkarski - Maghull F.C.